# Xerox Star 8010
Xerox Star 8010 Information System ili radna stanica Star ime je za računarski sistem kojeg je razvila američka tvrtka Xerox, i koje je izašlo na tržište 1981. godine. Ovo je bilo prvo serijsko računalo koje je u sebi sadržavalo sve sada opće prihvaćene standarde za osobna računala: bitmapnu grafiku, korisničko sučelje zasnovano na prozorima, ikone, miš, poslužitelj za datoteke i pisač, računalnu mrežu, elektroničku poštu. Star je obično označavalo sofverski paket koji se prodavao sa sistemom, dok se radna stanica 8010 prodavala s paketom programskih jezika Lisp i Smalltalk za organizacije koje su radile istraživanja ili razvijala softver.